# NRL 2013
Die NRL 2013 war die sechzehnte Saison der National Rugby League, der australisch-neuseeländischen Rugby-League-Meisterschaft. Den ersten Tabellenplatz nach Ende der regulären Saison belegten die Sydney Roosters, die im Finale 26:18 gegen die Manly-Warringah Sea Eagles gewannen und damit zum zweiten Mal die NRL gewannen.

## Tabelle
|      | Team                          | Spiele | Siege | Unent. | Ndlg. | Spiel- punkte | Diff. | Tabellen- punkte |
| ---- | ----------------------------- | ------ | ----- | ------ | ----- | ------------- | ----- | ---------------- |
| 01.  | Sydney Roosters               | 24     | 18    | 0      | 6     | 640:325       | + 315 | 40               |
| 02.  | South Sydney Rabbitohs        | 24     | 18    | 0      | 6     | 588:384       | + 204 | 40               |
| 03.  | Melbourne Storm               | 24     | 16    | 1      | 7     | 589:373       | + 216 | 37               |
| 04.  | Manly-Warringah Sea Eagles    | 24     | 15    | 1      | 8     | 588:366       | + 222 | 35               |
| 05.  | Cronulla-Sutherland Sharks    | 24     | 14    | 0      | 10    | 468:460       | + 8   | 32               |
| 06.  | Canterbury-Bankstown Bulldogs | 24     | 13    | 0      | 11    | 529:463       | + 66  | 30               |
| 07.  | Newcastle Knights             | 24     | 12    | 1      | 11    | 528:422       | + 106 | 29               |
| 08.  | North Queensland Cowboys      | 24     | 12    | 0      | 12    | 507:431       | + 76  | 28               |
| 09.  | Gold Coast Titans             | 24     | 11    | 0      | 13    | 500:518       | - 18  | 26               |
| 010. | Penrith Panthers              | 24     | 11    | 0      | 13    | 495:532       | - 37  | 26               |
| 011. | New Zealand Warriors          | 24     | 11    | 0      | 13    | 495:554       | - 59  | 26               |
| 012. | Brisbane Broncos              | 24     | 10    | 1      | 13    | 434:477       | - 43  | 25               |
| 013. | Canberra Raiders              | 24     | 10    | 0      | 14    | 434:624       | - 190 | 24               |
| 014. | St. George Illawarra Dragons  | 24     | 7     | 0      | 17    | 379:530       | - 151 | 18               |
| 015. | Wests Tigers                  | 24     | 7     | 0      | 17    | 386:687       | - 301 | 18               |
| 016. | Parramatta Eels               | 24     | 5     | 0      | 19    | 326:740       | - 414 | 14               |

- Da in dieser Saison jedes Team zwei Freilose hatte, wurden nach der Saison zur normalen Punktezahl noch 4 Punkte dazugezählt.

## Playoffs

### Ausscheidungs/Qualifikationsplayoffs
| 13. September 19:45 | South Sydney Rabbitohs                                                                                         | 20 : 10        | Melbourne Storm                                                       | ANZ Stadium, Sydney Zuschauer: 21.609 Schiedsrichter: Shayne Hayne, Jared Maxwell |
| 13. September 19:45 | Versuche: Farrell 8. erh. Lima 26. erh. Luke 67. erh. Erhöhungen: Reynolds (3/3) Straftritte: Reynolds (1) 22. | (14:0) Bericht | Versuche: Slater 54. erh. Chambers 72. n.erh. Erhöhungen: Smith (1/2) | ANZ Stadium, Sydney Zuschauer: 21.609 Schiedsrichter: Shayne Hayne, Jared Maxwell |

| 14. September 16:00 | Cronulla-Sutherland Sharks                                                                            | 20 : 18        | North Queensland Cowboys                                                                                             | Allianz Stadium, Sydney Zuschauer: 32.747 Schiedsrichter: Matt Cecchin, Henry Peranara |
| 14. September 16:00 | Versuche: Ryan 8. erh. Pomeroy 24. erh. Tagataese 61. n.erh. Feki 73. n.erh. Erhöhungen: Gordon (2/4) | (12:8) Bericht | Versuche: Tate 3. erh. Ulugia 47. n.erh. Taumalolo 54. erh. Erhöhungen: Thurston (2/3) Straftritte: Thurston (1) 17. | Allianz Stadium, Sydney Zuschauer: 32.747 Schiedsrichter: Matt Cecchin, Henry Peranara |

| 14. September 19:00 | Sydney Roosters                    | 4 : 0         | Manly-Warringah Sea Eagles | Allianz Stadium, Sydney Zuschauer: 32.747 Schiedsrichter: Ben Cummins, Gerard Sutton |
| 14. September 19:00 | Versuche: Tuivasa-Sheck 10. n.erh. | (4:0) Bericht |                            | Allianz Stadium, Sydney Zuschauer: 32.747 Schiedsrichter: Ben Cummins, Gerard Sutton |

| 15. September 16:00 | Canterbury-Bankstown Bulldogs                         | 6 : 22         | Newcastle Knights | ANZ Stadium, Sydney Zuschauer: 23.086 Schiedsrichter: Ashley Klein, Gavin Badger |
| 15. September 16:00 | Versuche: Perrett 9. erh. Erhöhungen: Hodkinson (1/1) | (6:12) Bericht | Versuche: Boyd 23. n.erh. Uate 27. erh. Smith 66. erh. Erhöhungen: Roberts (2/3) Straftritte: Tyrone (3) 32., 47., 61. | ANZ Stadium, Sydney Zuschauer: 23.086 Schiedsrichter: Ashley Klein, Gavin Badger |

### Viertelfinale
| 20. September 19:45 | Manly-Warringah Sea Eagles | 24 : 18        | Cronulla-Sutherland Sharks                                                         | Allianz Stadium, Sydney Zuschauer: 23.837 Schiedsrichter: Shayne Hayne, Ashley Klein |
| 20. September 19:45 | Versuche: Watmough 14. erh. Foran 37. erh. Taufua 45. n.erh. Cherry-Evans 60. erh. Erhöhungen: Lyon (3/4) Straftritte: Lyon (1) 11. | (14:6) Bericht | Versuche: Gordon 25. erh. Fifita 53. erh. Wright 65. erh. Erhöhungen: Gordon (3/3) | Allianz Stadium, Sydney Zuschauer: 23.837 Schiedsrichter: Shayne Hayne, Ashley Klein |

| 21. September 19:45 | Melbourne Storm                                                                    | 16 : 18        | Newcastle Knights                                                                  | AAMI Park, Melbourne Zuschauer: 19.649 Schiedsrichter: Ben Cummins, Gerard Sutton |
| 21. September 19:45 | Versuche: Blair 27. n.erh. Waqa 48. erh. Bromwich 66. erh. Erhöhungen: Smith (2/3) | (4:12) Bericht | Versuche: Uate 22. erh. Houston 38. erh. Hilder 42. erh. Erhöhungen: Roberts (3/3) | AAMI Park, Melbourne Zuschauer: 19.649 Schiedsrichter: Ben Cummins, Gerard Sutton |

### Halbfinale
| 27. September 19:45 | South Sydney Rabbitohs | 20 : 30        | Manly-Warringah Sea Eagles                                                                                         | ANZ Stadium, Sydney Zuschauer: 44.546 Schiedsrichter: Ben Cummins, Gerard Sutton |
| 27. September 19:45 | Versuche: Sutton 7. erh. Merritt 12. erh. Walker 80. erh. Erhöhungen: Reynolds (2/2), Luke (1/1) Straftritte: Reynolds (1) 5. | (14:6) Bericht | Versuche: Stewart 20. erh. Ballin 45. erh. Lyon 58. erh. Williams 62. erh. Symonds 72. erh. Erhöhungen: Lyon (5/5) | ANZ Stadium, Sydney Zuschauer: 44.546 Schiedsrichter: Ben Cummins, Gerard Sutton |

| 28. September 19:45 | Sydney Roosters | 40 : 14        | Newcastle Knights                                                                                 | Allianz Stadium, Sydney Zuschauer: 37.752 Schiedsrichter: Shayne Hayne, Ashley Klein |
| 28. September 19:45 | Versuche: Tupou 31. n.erh. Jennings 34. erh., 52. erh. Guerra 48. erh., 80. erh. Aubusson 57. erh. Friend 61. n.erh. Erhöhungen: Maloney (5/7) Straftritte: Maloney (1) 7. | (12:4) Bericht | Versuche: Leilua 66. n.erh., 68. erh. Erhöhungen: Roberts (1/2) Straftritte: Roberts (2) 26., 40. | Allianz Stadium, Sydney Zuschauer: 37.752 Schiedsrichter: Shayne Hayne, Ashley Klein |

### Grand Final
| 2. Oktober 2013 19:15 | Sydney Roosters | 26 : 18       | Manly-Warringah Sea Eagles                                                                                 | ANZ Stadium, Sydney Zuschauer: 82.491 Schiedsrichter: Shayne Hayne, Ben Cummins |
| 2. Oktober 2013 19:15 | Versuche: Tupou 25. erh. Guerra 55. erh. Kenny-Dowall 60. erh. Jennings 72. erh. Erhöhungen: Maloney (4/4) Straftritte: Maloney (1/1) 56. | (8:6) Bericht | Versuche: Taufua 9. n.erh. Lyon 43. erh. Matai 49. erh. Erhöhungen: Lyon (2/3) Straftritte: Lyon (1/1) 17. | ANZ Stadium, Sydney Zuschauer: 82.491 Schiedsrichter: Shayne Hayne, Ben Cummins |

| 1                  | Anthony Minichiello     |
| 2                  | Daniel Tupou            |
| 3                  | Michael Jennings        |
| 4                  | Shaun Kenny-Dowall      |
| 5                  | Roger Tuivasa-Sheck     |
| 6                  | James Maloney           |
| 7                  | Mitchell Pearce         |
| 8                  | Jared Waerea-Hargreaves |
| 9                  | Jake Friend             |
| 10                 | Sam Moa                 |
| 11                 | Aidan Guerra            |
| 12                 | Sonny Bill Williams     |
| 18                 | Boyd Cordner            |
| Auswechselspieler: |                         |
| 13                 | Frank-Paul Nu'uausala   |
| 14                 | Daniel Mortimer         |
| 15                 | Mitchell Aubusson       |
| 23                 | Luke O’Donnell          |

| 1                  | Brett Stewart     |
| 2                  | Jorge Taufua      |
| 3                  | Jamie Lyon        |
| 4                  | Steve Matai       |
| 5                  | David Williams    |
| 6                  | Kieran Foran      |
| 7                  | Daly Cherry-Evans |
| 8                  | Brenton Lawrence  |
| 9                  | Matt Ballin       |
| 10                 | Brent Kite        |
| 11                 | Anthony Watmough  |
| 12                 | Justin Horo       |
| 13                 | Glenn Stewart     |
| Auswechselspieler: |                   |
| 14                 | David Gower       |
| 15                 | Jamie Buhrer      |
| 16                 | Tom Symonds       |
| 17                 | George Rose       |

## Statistik
Meiste erzielte Versuche
|    | Name             | Versuche | Verein                        |
| -- | ---------------- | -------- | ----------------------------- |
| 1. | James McManus    | 19       | Newcastle Knights             |
| 1. | David Williams   | 19       | Manly-Warringah Sea Eagles    |
| 1. | David Simmons    | 19       | Penrith Panthers              |
| 4. | Jorge Tafua      | 18       | Manly-Warringah Sea Eagles    |
| 5. | Michael Jennings | 17       | Sydney Roosters               |
| 5. | Sam Perrett      | 17       | Canterbury-Bankstown Bulldogs |
| 5. | Billy Slater     | 17       | Melbourne Storm               |

Meiste erzielte Punkte
|    | Name          | Punkte | Verein                     |
| -- | ------------- | ------ | -------------------------- |
| 1. | James Maloney | 230    | Sydney Roosters            |
| 2. | Jamie Lyon    | 210    | Manly-Warringah Sea Eagles |
| 3. | Adam Reynolds | 204    | South Sydney Rabbitohs     |
| 4. | Shaun Johnson | 177    | New Zealand Warriors       |
| 5. | Cameron Smith | 170    | Melbourne Storm            |